# Henrikke Nervik
Henrikke Holm Nervik (* 8. Juli 1988) ist eine norwegische Fußballschiedsrichterin.
Ihr Vater Egil Nervik war von 1984 bis 1992 Schiedsrichter. Dieser inspirierte sie dazu, ebenfalls als Schiedsrichterin anzufangen. Sie pfeift für den Verein SK Trygg/Lade und ist die Schiedsrichterin mit den meisten Einsätzen in der Toppserien.
Seit 2014 steht Nervik auf der Liste der FIFA-Schiedsrichter und leitet internationale Fußballpartien. Sie gehört zur Gruppe der First-Category-Schiedsrichterinnen der UEFA.
Bei der U-17-Europameisterschaft 2019 in Bulgarien leitete Nervik zwei Gruppenspiele. Sie pfiff bereits mehrfach Spiele in der Women’s Champions League. Zudem leitete Nervik Spiele in der Qualifikation für die Europameisterschaft 2022 in England (vier Spiele), in der europäischen WM-Qualifikation für die Weltmeisterschaft 2019 in Frankreich und die Weltmeisterschaft 2023 in Australien und Neuseeland (drei Spiele) sowie Freundschaftsspiele.
Im Mai 2022 leiteten Nervik und Emilie Rodahl Torkelsen als erste Schiedsrichterinnen jeweils ein Spiel in der norwegischen zweiten Liga der Herren.